# رز ترمین
رز ترمین (انگلیسی: Rose Tremain؛ زادهٔ ۲ اوت ۱۹۴۳) یک نویسنده، و پدیدآور اهل بریتانیا است. ترمین از سال ۲۰۱۳ ریاست دانشگاه ایست آنگلیا واقع در نوریچ انگلستان را بر عهده دارد
. هم‌چنین وی دارای نشان شهروندی CBE بریتانیا است. وی در سال ۱۹۸۳ عضو انجمن پادشاهی ادبیات انگلستان شد. ترمین همچنین برنده جوایزی معتبر همچون جایزه ادبیات داستانی زنان (۲۰۰۸)، جایزه ادبی کاستا بوک (۱۹۹۹) و جایزه فمینا (۱۹۹۴) شده‌است.

## نویسندگی
رز ترمین از نویسندگانی همچون ویلیام گلدینگ خالق اثرسالار مگس‌ها و گابریل گارسیا مارکز نگارنده مشهور اثر صد سال تنهایی و سبک واقع‌گرایی جادویی تأثیر پذیرفته‌است. او یک رمان‌نویس تاریخی است که تمرکز نوشتارهای او بر روی زوایا و حوادث غیر منتظره و مسحور کننده یک رویداد است.

## جوایز و افتخارات
- ۱۹۸۴ جایزه گیلز کوپر (جایزه بهترین متن نمایش در رادیو بی‌بی‌سی): پناهگاه موقت
- ۱۹۸۹ جایزه کتاب سال ساندی اکسپرس: ترمیم
- ۱۹۹۴ جایزه یادبود جیمز تایت بلک: کشور مقدس
- ۱۹۹۹ جایزه ادبی کاستا بوک: موسیقی و سکوت
- ۲۰۰۸ جایزه ادبیات داستانی زنان: راه خانه
- ۲۰۱۴ نامزد نهایی جایزه والتر اسکات (بهترین داستان تاریخی): مریول: مردی از زمان خود

### رمان
- ۱۹۷۶: تولد سدلر، شابک ‎۰−۳۵۶−۰۸۳۸۷-X
- ۱۹۷۸: نامه خواهر بندیکتا، شابک ‎۰−۳۵۴−۰۴۳۵۳−۶
- ۱۹۸۱: گنجه، شابک ‎۰−۳۵۴−۰۴۷۶۹−۸
- ۱۹۸۵: سفر به آتشفشان، شابک ‎۰−۲۴۱−۱۱۶۵۱−۱
- ۱۹۸۵: فصل استخر شنا، شابک ‎۰−۲۴۱−۱۱۴۹۶−۹
- ۱۹۸۹: ترمیم، شابک ‎۰−۲۴۱−۱۲۶۹۵−۹
- ۱۹۹۲: کشور مقدس، شابک ‎۱−۸۵۶۱۹−۱۱۸−۴
- ۱۹۹۷: راهی که من او را یافتم، شابک ‎۱−۸۵۶۱۹−۴۰۹−۴
- ۱۹۹۹: موسیقی و سکوت، شابک ‎۱−۸۶۰۵۶−۰۲۷-X
- ۲۰۰۳: رنگ، شابک ‎۰−۷۰۱۱−۷۲۹۶−۷
- ۲۰۰۸: راه خانه، شابک ‎۹۷۸−۰−۰۹−۹۴۷۸۴۶−۱
- ۲۰۱۰: تخطی
- ۲۰۱۲: مریول: مردی از زمان خود

### کتاب کودک
- ۱۹۸۵: سفر به آتشفشان